# Энхо Юя
Энхо Юя (яп. 炎鵬 友哉), имя при рождении Юя Накамура, (род. 18 октября 1994 года Исикава, Япония) — японский профессиональный борец сумо.
С мая 2017 года по июль 2024 выступал под сиконой Энхо Акира (яп. 炎鵬 晃). После периода восстановления, с июля 2024 выступает под сиконой Энхо Юя Enhō Yūya (яп. 炎鵬 友哉).

## История
Он дебютировал в марте 2017 года. Энхо ниже ростом и значительно легче подавляющего большинства борцов в верхних лигах.
Добившись нового результата 9–6 на сентябрьском турнире 2019 года, Энхо на следующем, нобярьском турнире 2019 года достиг ранга маэгасиры №6. В то же время Энхо получил травму шеи, что причиняло ему сильную боль и повлияло на его выступления.
В январе 2020 в девятый день Хацу басё в Токио, находясь в ранге маэгасира 5, выиграл у одзэки Гоэйдо Готаро, что является лишь третьим случаем в истории сумо, когда борец весом легче 100 килограмм победил борца ранга одзэки (до этого Тиёнофудзи выиграл у Асахикуни в мае 1978 года, и Маиноуми выиграл у Таканоханы Кодзи в июле 1994 и у Таканомами Садахиро в июле 1995).
На 10-й день майского турнира 2023 года Энхо пришлось сняться с соревнования, поскольку в ходе обследования в токийской больнице у него обнаружили межпозвоночную грыжу в шейном отделе, которая потребовала трёхмесячного лечения. Это снятие стало у Энхо первым снятием из-за болезни, до этого он пропустил два турнира из-за протоколов относящихся к Ковид-19. В первый день июльского турнира 2023 года Энхо также объявил о намерении сняться ввиду лечения данной проблемы. В августе 2023 года после двухдневной госпитализации Энхо возобновил тренировки, по его словам во время госпитализации он не мог даже вставать, не то чтобы мыться. Вскоре после опубликования рейтинга перед сентябрьским турниром 2023 года Энхо объявил о намерении сняться. также он заявил что вернётся к выступлениям после полного восстановления.
К майскому турниру 2024 года, который он также пропустил Энхо пропустил уже шесть турниров подряд. В июне 2024 года он посетил церемонию завершения турнира на арене Рёгоку Кокугикан, на церемонию завершения турнира в честь ухода в отставку сумотори Ишиуры. На июльском турнире 2024 года Энхо официально вернулся к соревнованиям, опустившись к тому времени до самого нижнего дивизиона дзёнокути, турнир он завершил с показателем 6-1.

## Результаты
| Год в сумо | Январь Хацу басё, Токио                              | Март Хару басё, Осака                             | Май Нацу басё, Токио                               | Июль Нагоя басё, Нагоя                          | Сентябрь Аки басё, Токио                              | Ноябрь Кюсю басё, Фукуока                         |
| --- | ---------------------------------------------------- | ------------------------------------------------- | -------------------------------------------------- | ----------------------------------------------- | ----------------------------------------------------- | ------------------------------------------------- |
| 2017 | x                                                    | x                                                 | Дзёнокути #9 востока 7–0 Чемпион                   | Дзёнидан #10 востока 7–0–P Чемпион              | Сандаммэ #18 запада 7–0–P Чемпион                     | Макусита #14 запада 5–2                           |
| 2018 | Макусита #6 востока 4–3                              | Дзюрё #14 запада 4–11                             | Макусита #6 востока 5–2                            | Макусита #2 запада 5–2                          | Дзюрё #13 запада 9–6                                  | Дзюрё #10 запада 9–6                              |
| 2019 | Дзюрё #8 востока 9–6                                 | Дзюрё #2 запада 8–7                               | Маэгасира #14 запада 7–8                           | Маэгасира #14 запада 9–6 Т                      | Маэгасира #11 запада 9–6                              | Маэгасира #6 запада 8–7                           |
| 2020 | Маэгасира #5 запада 8–7                              | Маэгасира #4 востока 6–9                          | Отмена басё 0–0–15                                 | Маэгасира #6 востока 5–10                       | Маэгасира #9 востока 6–9                              | Маэгасира #11 запада 3–12                         |
| 2021 | Дзюрё #3 востока Не допущен по правилам COVID 0–0–15 | Дзюрё #4 востока 9–6                              | Дзюрё #1 востока 5–10                              | Дзюрё #5 востока 4–11                           | Дзюрё #11 востока Не допущен по правилам COVID 0–0–15 | Дзюрё #11 востока 8–7                             |
| 2022 | Дзюрё #10 запада 6–9                                 | Дзюрё #11 запада 10–5                             | Дзюрё #7 востока 6–9                               | Дзюрё #8 запада 8–7                             | Дзюрё #7 запада 6–9                                   | Дзюрё #11 востока 10–5                            |
| 2023 | Дзюрё #4 запада 7–8                                  | Дзюрё #5 запада 9–6                               | Дзюрё #3 запада 0–10–5                             | Макусита #1 запада Пропустил из-за травмы 0–0–7 | Макусита #41 запада Пропустил из-за травмы 0–0–7      | Сандаммэ #22 востока Пропустил из-за травмы 0–0–7 |
| 2024 | Сандаммэ #83 востока Пропустил из-за травмы 0–0–7    | Дзёнидан #54 востока Пропустил из-за травмы 0–0–7 | Дзёнидан #100 востока Пропустил из-за травмы 0–0–7 | Дзёнокути #13 запада 6–1                        | Дзёнидан #31 запада 6–1                               | Сандаммэ #56 запада 6–1                           |
| 2025 | Сандаммэ #4 востока 6–1                              | Макусита #30 запада 6–1                           | Макусита #10 запада 3–4                            | Макусита #16 востока 2–2–3                      | x                                                     | x                                                 |
| Результат приведен как победил-проиграл-снялся Победа Малый кубок Отставка Не выступал в макуути Специальные призы: Д=За боевой дух (Канто-сё); В=За выдающееся выступление (Сюкун-сё); Т=За техническое совершество (Гино-сё) Ещё показаны: ★=Кимбоси; P=Участие в дополнительном финале Лиги: Макуути — Дзюрё — Макусита — Сандаммэ — Дзёнидан — Дзёнокути Ранги макуути: Ёкодзуна — Одзэки — Сэкивакэ — Комусуби — Маэгасира |                                                      |                                                   |                                                    |                                                 |                                                       |                                                   |